# Will.i.am Music Group
Pour le musicien, voir will.i.am.
will.i.am Music Group est un label discographique américain, spécialisé dans le hip-hop, situé au Royaume-Uni. Le label, dont les locaux sont situés à Los Angeles, en Californie, jusqu'en 2012, est fondé en 1998 par le chanteur et producteur will.i.am du groupe Black Eyed Peas. Le label comprend des artistes comme : Fergie, Macy Gray, Sérgio Mendes ou Natalia Kills.

## Histoire
will.i.am Music Group est fondé en 1998 par le chanteur et producteur will.i.am  du groupe Black Eyed Peas. Il est initialement situé à Los Angeles, en Californie. Le label organise un Tsunami Benefit Concert à l'Avalon Hollywood le 11 février 2005, sponsorisé par Reebok. En 2009, Kelix signe chez Interscope Records via will.i.am Music Group.
En juin 2010, la chanteuse Cheryl Cole signe à Will.i.am Music Group. En avril 2012, will tente de signer le candidat à l'émission The Voice, Jay Norton. En avril 2013, will.i.am publie son album willpower au label, généralement mal accueilli par la presse spécialisée. En juillet 2013, will.i.am confirme avoir fait emménager les locaux du label au Royaume-Uni.

## Artistes
- The Black Eyed Peas
- Macy Gray
- Fergie
- Sérgio Mendes
- Kelis[3]
- LMFAO[7]
- Cheryl Cole[4]
- Natalia Kills[8]

## Discographie

### Albums studio
- 1998 : The Black Eyed Peas - Behind the Front
- 2000 : The Black Eyed Peas - Bridging the Gap
- 2001 : will.i.am - Lost Change
- 2003 : The Black Eyed Peas - Elephunk
- 2003 : will.i.am - Must B 21
- 2005 : The Black Eyed Peas - Monkey Business
- 2006 : The Black Eyed Peas - Renegotiations: The Remixes
- 2006 : Fergie - The Dutchess
- 2006 : Sérgio Mendes - Timeless
- 2007 : Macy Gray - Big
- 2007 : will.i.am - Songs About Girls
- 2008 : Sérgio Mendes - Encanto
- 2009 : The Black Eyed Peas - The E.N.D.
- 2009 : LMFAO - Party Rock
- 2010 : The Black Eyed Peas - The Beginning
- 2010 : Kelis - Flesh Tone
- 2011 : Natalia Kills - Perfectionist
- 2011 : LMFAO - Sorry for Party Rocking
- 2013 : Natalia Kills - Trouble
- 2013 : will.i.am - #willpower

### Bandes originales
- 2008 : Madagascar: Escape 2 Africa avec Hans Zimmer & will.i.am
- 2011 : Rio avec John Powell & Sérgio Mendes